# 10022 Zubov
10022 Zubov (1979 SU2) là một tiểu hành tinh vành đai chính được phát hiện ngày 22 tháng 9 năm 1979 bởi Nikolai Chernykh ở Đài vật lý thiên văn Crimean. Nó được đặt theo tên Russian nhà toán học và engineer Vladimir Zubov.